# Comté de Hohenzollern-Haigerloch
1576–1634
1681–1767
Entités précédentes :
- Comté de Zollern

Entités suivantes :
- Principauté de Hohenzollern-Sigmaringen

Le comté de Hohenzollern-Haigerloch était un comté allemand qui fut membre du Saint-Empire romain germanique de 1576 à 1767. Sa capitale était la ville de Haigerloch. Le comté est incorporé avec la principauté de Hohenzollern-Sigmaringen en 1634 et reconstitué à nouveau en 1681. En 1767, il est définitivement rattaché à Hohenzollern-Sigmaringen.

## Histoire

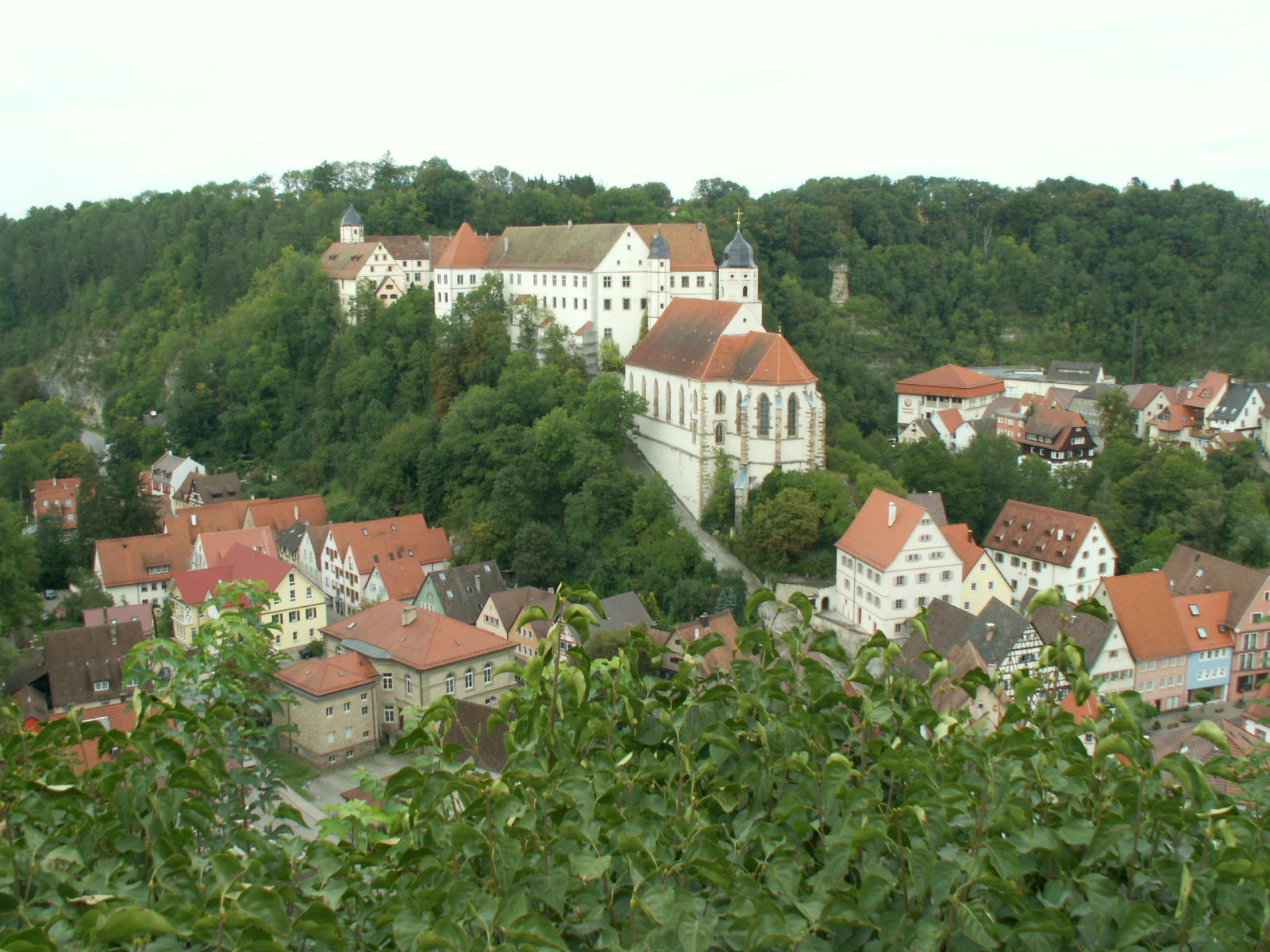
Château de Haigerloch

La maison de Hohenzollern-Haigerloch appartenait à la lignée souabe de la maison de Hohenzollern. À la mort de Charles Ier de Hohenzollern en 1576, le comté de Zollern est divisé entre ses trois fils.
- Eitel-Frédéric Ier de Hohenzollern-Hechingen (1545-1605) obtient le comté de Hechingen
- Charles II de Hohenzollern-Sigmaringen (1547-1606) obtient le comté de Hohenzollern-Sigmaringen.
- Christophe de Hohenzollern-Haigerloch (1552-1592) obtient le comté de Hohenzollern-Haigerloch

## Comtes de Hohenzollern-Haigerloch (1576-1767)
- Christophe de Hohenzollern-Haigerloch (1576-1592)
- Jean Christophe de Hohenzollern-Haigerloch (1592-1620)
- Charles de Hohenzollern-Haigerloch (1620-1634)

En 1634, le comté est rattaché à la principauté de Hohenzollern-Sigmaringen et reconstitué à nouveau en 1681.
- François-Antoine de Hohenzollern-Sigmaringen, comte de Hohenzollern-Haigerloch (1681-1702)
- Ferdinand-Léopold de Hohenzollern-Sigmaringen, comte de Hohenzollern-Haigerloch (1702-1750)
- François-Christophe-Antoine de Hohenzollern-Sigmaringen, comte de Hohenzollern-Haigerloch (1750-1767)

Avec la mort de ce dernier, le comté est définitivement incorporé dans la principauté de Hohenzollern-Sigmaringen.